# 松山二三郎
松山 二三郎（まつやま にさぶろう、1881年10月10日 - 1991年4月3日）は男性長寿日本一であった石川県の男性。

## 人物
石川県小松市出身。
寺子屋で学んだ後、家業の農業に従事。長男ら家族8人で暮らし、子7人、孫16人、ひ孫29人、やしゃご4人がいた。妻は1949年に亡くなった。耳が少し遠く、足腰は弱っていたが、103歳頃までは自宅から500メートル離れた畑にまで出かけ、毎日農作業に精を出していた。106歳頃から横になっていることが多くなった。
1990年3月6日、藤原喜一が109歳で亡くなったことにより、松山が108歳で長寿日本一の男性となる。
男性長寿日本一となった際「おかげさまで。みんなにかわいがられて」と何度もお礼を述べた。普段から110歳まで生きることを目標にしていた。
食欲旺盛で、卵とウナギが大好物だった。長寿の秘けつについて「三度の食事はキチンと取る。好き嫌いなく腹八分目」と語っていた。
1990年9月発表の長寿番付では、全国10番目の長寿であった。
1991年4月3日、老衰により石川県小松市の自宅で亡くなる。109歳。男性長寿日本一は原志免太郎になった。